# 1844
Năm 1844 (MDCCCXLIV) là một năm bắt đầu từ ngày thứ hai theo lịch lịch Gregory hoặc năm bắt đầu từ ngày thứ bảy chậm 12 ngày theo lịch Julius.

## Sự kiện
Lễ mừng thọ của thuận thiên Cao Hoàng Hậu(vợ vua Gia Long và là bà nội vua Thiệu Trị)

## Sinh
- 23 tháng 3 – Nguyễn Thiện Thuật, lãnh tụ chống Pháp, tức 5 tháng 2 (âm lịch) năm Giáp Thìn (m. 1926).
- 1 tháng 6 – Okita Sōji, đội trưởng đội 1 Shinsengumi (m. 1868).

## Mất
- 27 tháng 7 - John Dalton, nhà vật lý, hoá học người Anh (s. 1766)
- 26 tháng 11 – Nguyễn Phúc Quang Tĩnh, phong hiệu Hương La Công chúa, công chúa con vua Minh Mạng (s. 1817).
- 5 tháng 12 – Nguyễn Phúc Miên Tể, tước phong Nghĩa Quốc công, hoàng tử con vua Minh Mạng (s. 1822).